# Mimo (Antigua Grecia)
El mimo (del latín mimus, y este del griego μῖμος, cuyo significado es imitación) es un género literario que tuvo su origen en la Antigua Grecia y que engloba a una serie de textos para los que —sin tener unas características plenamente definidas— suele admitirse unos rasgos comunes. Consistía en la representación teatral, cantada o hablada, de realidades de la vida cotidiana de carácter popular. Otro de sus rasgos es la improvisación, que lo distingue de otros géneros con los que guarda relación, como la comedia. Estas representaciones solían ir acompañadas de danzas o espectáculos de magia y prestidigitación. Los actores que realizaban este tipo de piezas teatrales también eran llamados mimos. No se debe confundir con el género de la pantomima.

## Origen del término y temas

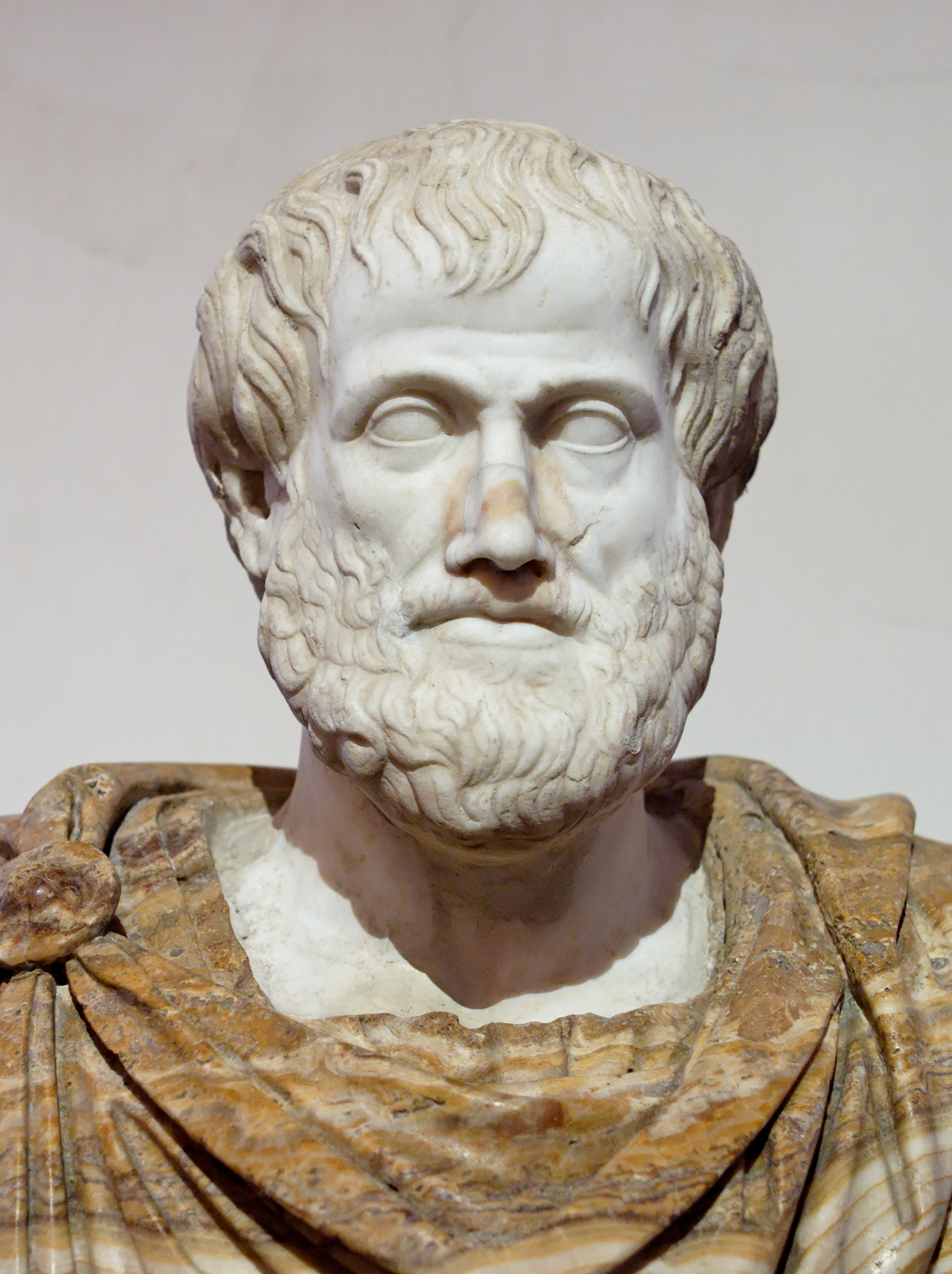
Aristóteles, de quien no se tiene constancia de que escribiera mimo alguno, mas sí habló de ellos en su Poética (1447b).

Las fuentes más antiguas donde aparecen referencias al término mimo (μῖμος) son un fragmento de Los edonios de Esquilo y la Poética de Aristóteles (1447b).
El término probablemente se originó en Sicilia, donde designaba las composiciones de Sofrón que estaban inspiradas en mimos profesionales de Sicilia y cuya gran fama pudo ser el motivo de que el término μῖμος se impusiera ante otros términos que se empleaban para designar este tipo de representaciones. Entre otros términos relacionados con el mimo suele señalarse que magodo (o magodia) y lisiodo designaban diversas variantes del mismo: Aristoxeno señalaba que el magodo representaba personajes masculinos y femeninos con atuendos de mujer mientras el lisiodo representaba personajes femeninos con ropas de mujer y masculinos con ropas de hombre. Por su parte, Ateneo describía algunos temas que empleaba el magodo: danzas afeminadas, representaciones de mujeres, chulos, adúlteros, o borrachos que durante una juerga se presentaban en casa de su amada. Entre la diversidad de temas que se pueden adscribir al mimo se encuentran también los siguientes: asistentes a una fiesta que relatan lo ocurrido en ella, ensueños, invocaciones a Hécate por desengaños amorosos, zapateros, ladrones desvergonzados y alcahuetas.

## Historia

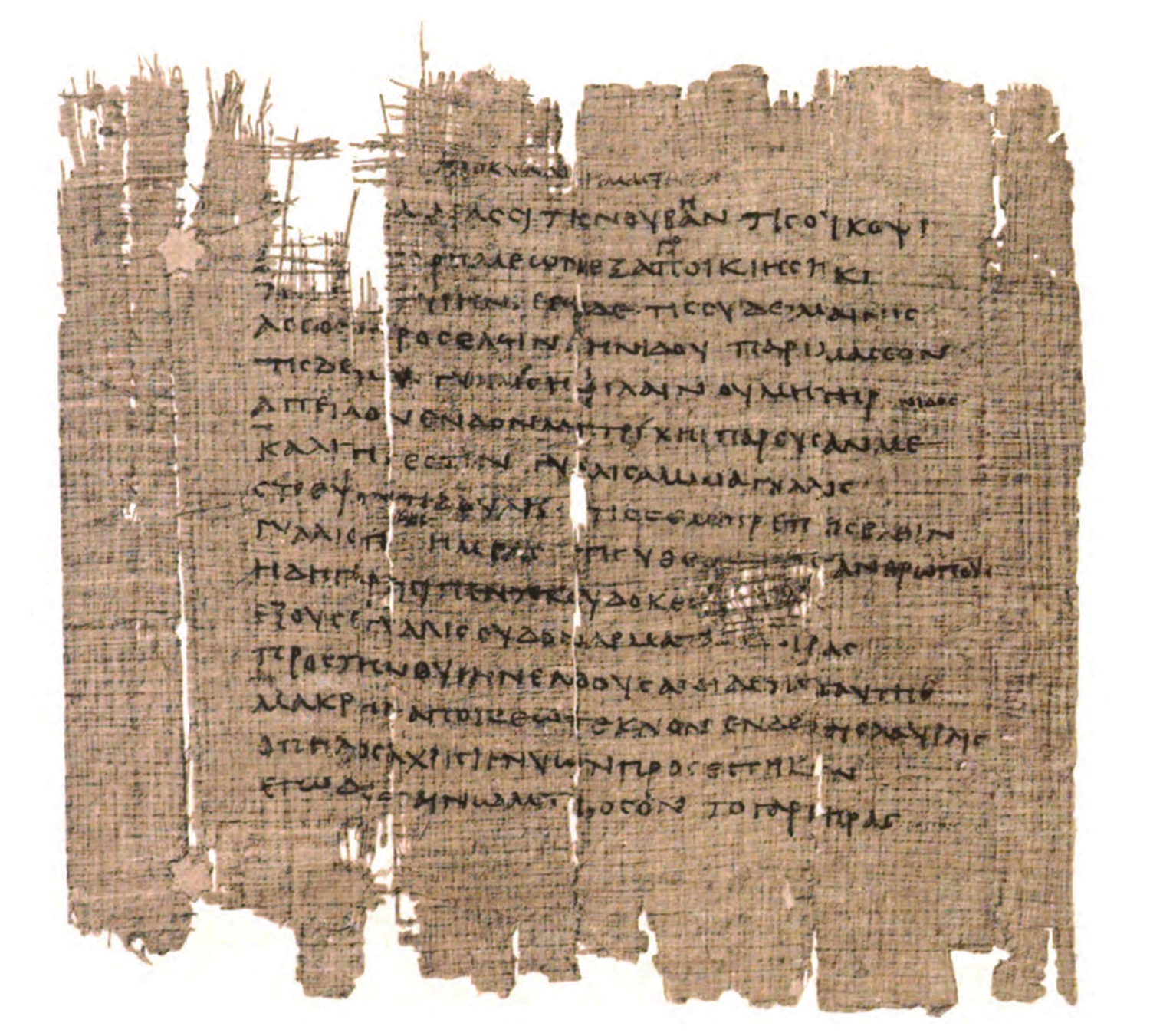
Primera columna de un papiro donde aparece un fragmento de los Mimiambos de Herodas.

Se poseen muy pocos datos acerca de los orígenes del mimo. La conjetura más aceptada acerca de su origen es que el mimo deriva de un tipo de representaciones que los dorios llevaron a Sicilia y que se ha denominado farsa doria. Estas representaciones estaban basadas en la improvisación y evolucionaron, sufriendo un proceso de literaturización, que las llevó a ser fijadas en forma de textos.
Entre los autores de la Antigüedad asociados al mimo se encuentra Epicarmo, que creó en Sicilia un tipo de comedia de piezas breves y de temas cotidianos que se puede aproximar al mimo. Sin embargo, suele considerarse que fue Sofrón de Siracusa el autor que llevó a considerar el mimo como un género literario por sí solo, en el siglo V a. C. De sus obras y de las de su hijo Jenarco se conservan únicamente escasos fragmentos. Entre los temas que emplearon se encuentran banquetes con enumeración de platos exquisitos, Heracles representado como glotón y jueces que se expresaban de modo que no se les entendía (a modo de burla del refinamiento que se solía usar del habla en Sicilia). Era habitual el uso de obscenidades y expresiones indecentes, y se usaban nombres parlantes, refranes y juegos de palabras.
Otro de los principales representantes del mimo fue Herodas, un poeta helenístico autor de los llamados Mimiambos en las que usó una lengua y un estilo métrico, (el coliambo o yambo cojo), inusuales, ya que habían sido propios del siglo VI a. C., siguiendo así la moda estética de su época. Algunos de los Idilios de Teócrito también suelen adscribirse al género del mimo.
Posteriormente el mimo alcanzó gran celebridad sobre todo en Egipto de la época griega y romana, de donde se importó a Roma. Allí, junto a representaciones teatrales de mimos, destacó un tipo de poesía de mimos, entre cuyos exponentes se encuentran Décimo Laberio y Publilio Siro. Del mimo cultivado en el Egipto de época romana se conservan más datos debido a diversos papiros encontrados: En el papiro de Oxirrinco 413, cuya cronología se sitúa en torno a los siglos I y II, se encuentra el mimo de La adultera o La envenenadora y el mimo de Caritión. También se hallan ejemplos del mimo en fragmentos del Papiro de Berlín, 13876 y 13927.
Más tarde, en época medieval, el mimo evolucionó hacia modalidades como el mimo cristológico, del que se ayudaron los cristianos como medio para propagar su doctrina. También se encuentra el mimo en la Comedia del arte.